# 变化社会中的政治秩序
《變化社會中的政治秩序》是塞繆爾·P·亨廷頓所撰，出版于1968年的一本书。塞繆爾·P·亨廷頓在书中認爲，這些變化是由於政治和社會制度內部的緊張關係引起的，並且批判現代化理論主張「經濟變革和發展是產生穩定、民主的政治體制的主要因素」，認為此主張有缺陷。 他強調城市化、識字率上升、社會動員、和經濟增長等因素與政治發展沒有顯著關聯。
秩序是否存在，不應與秩序的類型（無論是政治上的民主、獨裁，還是經濟上的社會主義、自由市場經濟等)相混淆，現代等同於穩定，然而現代化過程由於城市化、識字與教育提高期望、大眾傳播等原因會造成不穩定。

## 影响
首次發佈以後， 這本書被中國大陸的新保守主義勢力的歡迎。  就是因爲他們覺得這個書裏面的理論適合重要經濟增長線沿線的“亞洲虎”經濟和中國的統治模型。Samuel P.Huntington的意見對他們有價值。